# Russell Ferrante
Pour les articles homonymes, voir Ferrante.
Russell Ferrante (né en 1952 est un pianiste de jazz de San José en Californie, l'un des fondateurs du groupe des Yellowjackets. Au début de sa carrière, il a joué avec le chanteur de blues Jimmy Winterspoon et le guitariste Robben Ford. Il a aussi fait des tournées avec Joni Mitchell. Le groupe des Yellowjackets, actuellement composé de Russell Ferrante aux claviers, Bob Mintzer au saxophone, Marcus Baylor à la batterie et Jimmy Haslip à la basse, écrit et joue sa propre musique en Amérique, en Europe et en Asie ; et même s'ils ne sont pas très connus en France, ils ont été nommés onze fois aux Grammy Awards et ont gagné deux fois dans leur catégorie.